# Ischyja dispar
Ischyja dispar är en fjärilsart som beskrevs av Swinhoe 1902. Ischyja dispar ingår i släktet Ischyja och familjen nattflyn. Inga underarter finns listade i Catalogue of Life.